# Дешпортіву ді Санта-Круж
Клубе Дешпортіву ді Санта-Круж або просто Дешпортіву (порт. Clube Desportivo de Santa Cruz) — професіональний кабо-вердський футбольний клуб з міста Санта-Круж, на острові Сантьягу.

## Історія
Команда базується в центральній частині острова Сантьягу. «Дешпортіву ді Санта-Круж» виграв своє перше та останнє на сьогодні острівне чемпіонство в 2002 році. Клуб не брав участі в національному чемпіонаті жодного разу.

## Досягнення
- Чемпіонат острова Сантьягу (Північ): 1 перемога

2001/02

## Історія виступів у чемпіонатах та кубках

### Острівний чемпіонат
| Сезон   | Див. | Міс. | Іг. | В | Н | П | ЗМ | ПМ | РМ | О  | Кубок | Суперкубок | Примітки                              |
| ------- | ---- | ---- | --- | - | - | - | -- | -- | -- | -- | ----- | ---------- | ------------------------------------- |
| 2014-15 | 2    | 2    | 12  | 8 | 2 | 1 | 12 | 6  | +6 | 26 |       |            | Вихід до фінальної частини чемпіонату |
| 2014-15 | 2    | 4    | 6   | 1 | 3 | 2 | 4  | 10 | -6 | 6  |       |            |                                       |